# Eugène Prouhet
Compléments
Éditeur des cours de Charles-François Sturm
Pierre Marie Eugène Prouhet (8 décembre 1817- août 1867) est un mathématicien français, répétiteur à l'École polytechnique. Il a été l'éditeur des Cours d'analyse et Cours de mécanique de Charles-François Sturm. Il est surtout connu par la suite de Prouhet-Thue-Morse, qu'il a implicitement utilisée en 1851, et qui fournit une première solution à un problème de théorie des nombres qui s'appelle le problème de Prouhet-Tarry-Escott.

## Biographie
Né à Saintes le 8 décembre 1817, Eugène Prouhet commence sa carrière d'enseignant en classe de Mathématiques Élémentaires aux collèges royaux d'Auch (entre 1842 et 1846) et de Cahors (entre 1847 et 1849). Prenant un congé, il monte à Paris où il assure des cours à l'école préparatoire des carmes, à Sainte-Barbe et au collège Rollin.
Le 2 octobre 1857, il est nommé répétiteur adjoint d'analyse à l'École polytechnique (en remplacement de Jean-Claude Bouquet); il sera titularisé le 17 février 1864 et occupera cette fonction jusqu'à sa mort. Il a notamment édité les cours de Charles-François Sturm, dont la rédaction, débutée au début des années 1850, a été interrompue par sa mort.

Eugène Prouhet est auteur de 31 publications, souvent de courtes notes sur des problèmes d'analyse. Il a également été éditeur des Nouvelles annales de mathématiques depuis 1863 jusqu'à sa mort.

## La suite de Prouhet-Thue-Morse

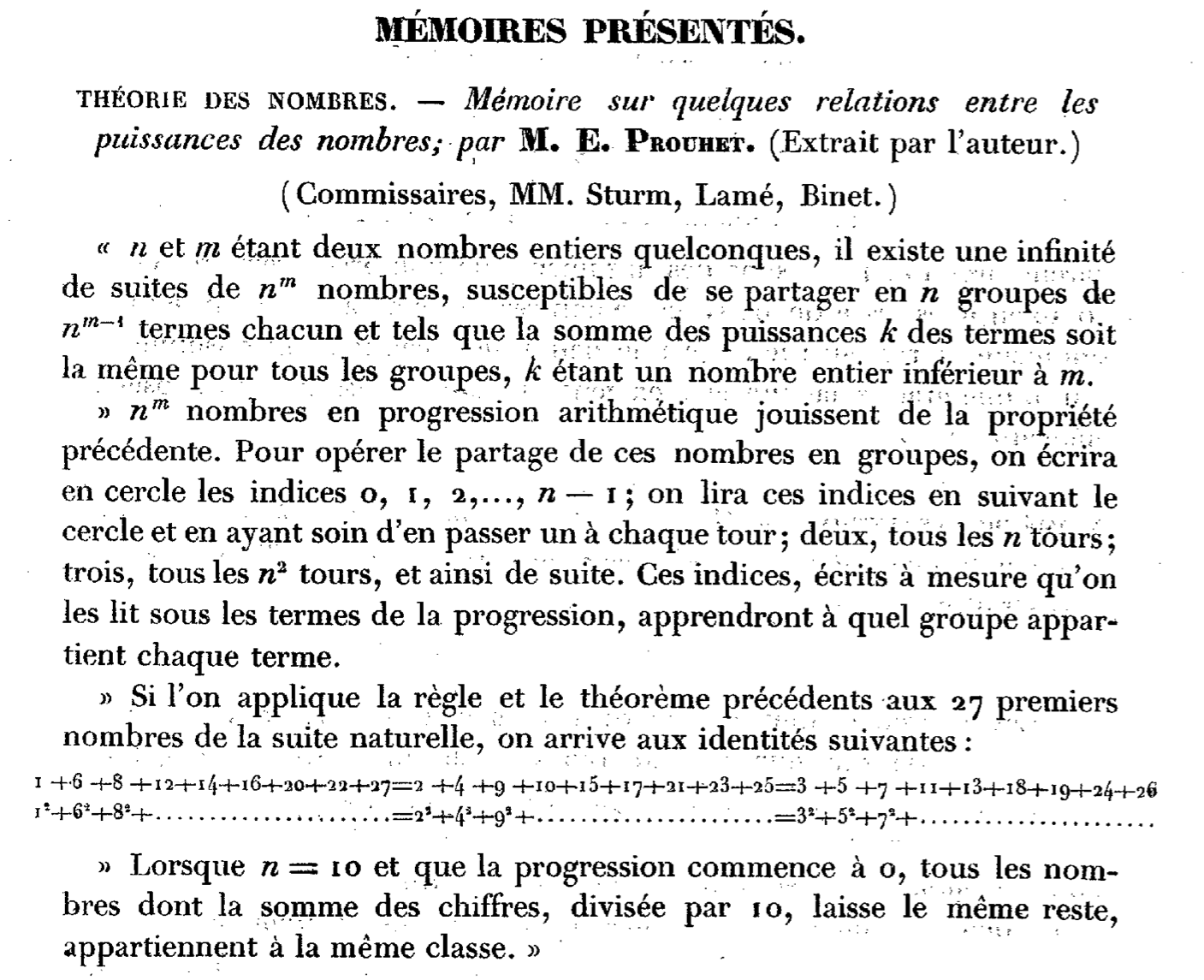
Résumé paru dans les Comptes-Rendus de l'Académie des Sciences de Paris, vol 33 (1851), page 225.

Son article le plus connu, intitulé Mémoire sur les relations entre les puissances des nombres, traite d'un problème combinatoire connu maintenant sous le nom de problème de Prouhet-Tarry-Escott. Il fait partie de plusieurs articles, du même auteur, présentés à la même séance de l'Académie des Sciences. En fait, c'est un résumé d'un mémoire présenté à l'Académie. Le mémoire lui-même n'est pas publié.

## Divers
Eugène Prouhet était l'heureux copropriétaire d'un exemplaire de la deuxième impression du livre 
De Revolutionibus de Nicolas Copernic.